# Moulon (Gironde)
Moulon ist eine französische Gemeinde mit 1.056 Einwohnern (Stand: 1. Januar 2022) im Département Gironde in der Region Nouvelle-Aquitaine; sie gehört zum Arrondissement Libourne und zum Kanton Les Coteaux de Dordogne. Die Einwohner werden Moulonnais genannt.

## Geographie
Moulon liegt etwa 33 Kilometer östlich von Bordeaux an der Dordogne und der Einmündung ihres Zuflusses Canaudonne. Umgeben wird Moulon von den Nachbargemeinden Libourne im Norden, Saint-Émilion im Nordosten, Saint-Sulpice-de-Faleyrens im Osten, Grézillac im Süden, Tizac-de-Curton im Süden und Südwesten sowie Nérigean und Génissac im Westen.
Durch die Gemeinde führt die frühere Route nationale 89 (heutige D1089).

## Bevölkerungsentwicklung
| Jahr                       | 1962 | 1968 | 1975 | 1982 | 1990 | 1999 | 2006 | 2018 |
| Einwohner                  | 780  | 755  | 719  | 737  | 866  | 925  | 926  | 1002 |
| Quellen: Cassini und INSEE |      |      |      |      |      |      |      |      |

## Sehenswürdigkeiten

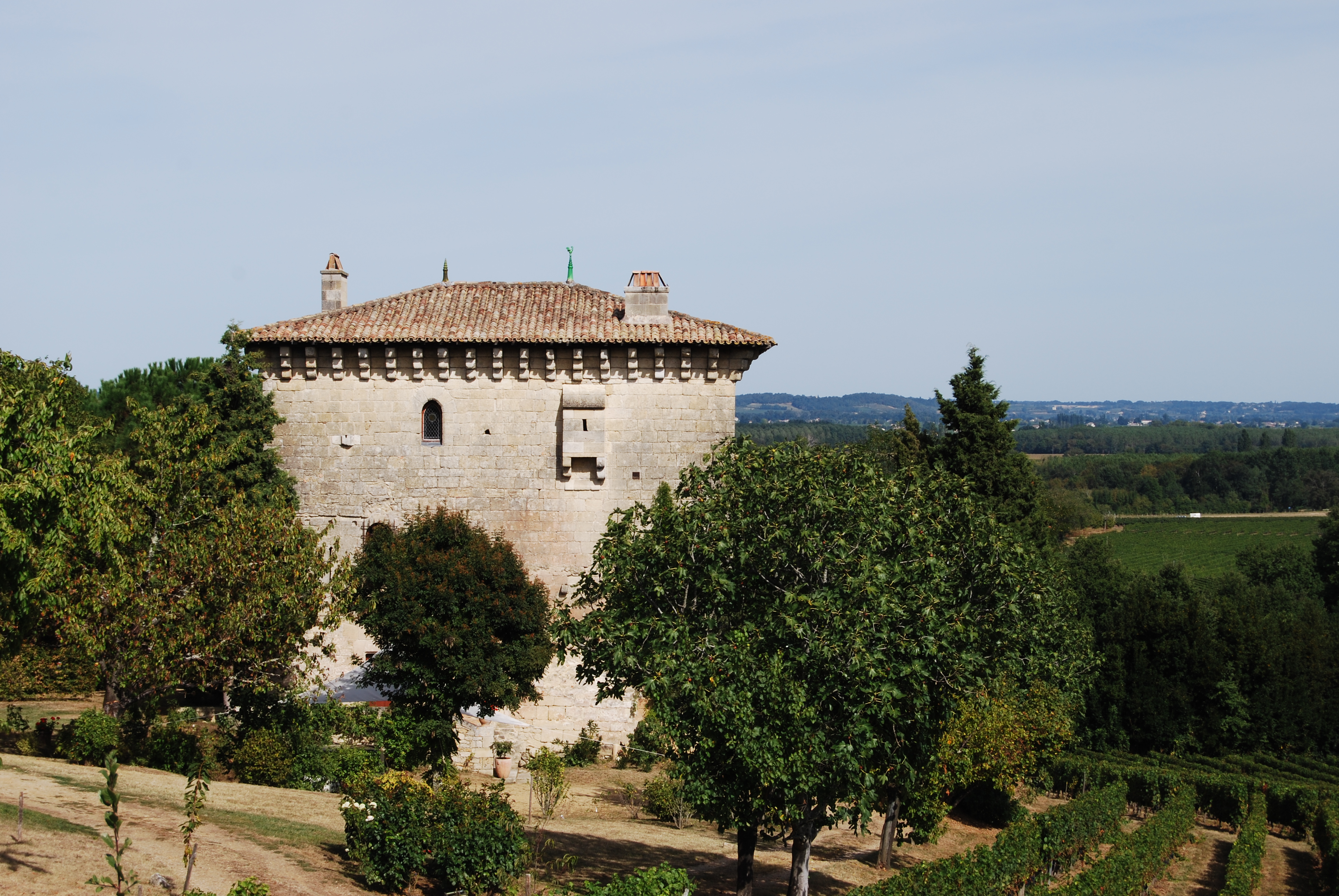
Turm L'Ansouhaite

- Turm L'Ansouhaite, Monument historique